# AACM
AACM (Association for the Advancement of Creative Musicians、創造的ミュージシャンの進歩のための協会) とは、アメリカ合衆国のシカゴで設立された非営利団体である。創立は1965年。ジャズ・ミュージシャンのムハル・リチャード・エイブラムスらによって設立された。主に、ジャズ、フリー・ジャズを中心とした、創造的なアート志向のミュージシャンをサポートすることを目的にしている。加入しているジャズ・ミュージシャンの人数は、比較的多い。

## 会員
- エドウィン・ドアティ (Edwin Daugherty)
- ムハル・リチャード・エイブラムス (Muhal Richard Abrams)
- フレッド・アンダーソン (Fred Anderson)
- ジョヴィア・アームストロング (JoVia Armstrong)
- ハリソン・バンクヘッド (Harrison Bankhead)
- サーマン・バーカー (Thurman Barker)
- ムワタ・ボーデン (Mwata Bowden)
- レスター・ボウイ (Lester Bowie)
- アンソニー・ブラクストン (Anthony Braxton)
- アリ・ブラウン (Ari Brown)
- ジョディー・クリスチャン (Jodie Christian)
- チャールズ・クラーク (Charles Clark)
- フィル・コーラン (Phil Cohran)
- アデゴケ・スティーヴ・コルソン (Adegoke Steve Colson)
- アイクア・コルソン (Iqua Colson)
- ピート・コージー (Pete Cosey)
- アーネスト・ドーキンス (Ernest Dawkins)
- ジャック・ディジョネット (Jack DeJohnette)
- ココ・エリーゼス (Coco Elysses)
- カヒル・エルザバール (Kahil El'Zabar)
- ダグラス・エワート (Douglas Ewart)
- マラカイ・フェイヴァーズ (Malachi Favors)
- アート・ターク・バートン (Art Turk Burton)
- アルヴィン・フィールダー (Alvin Fielder)
- チコ・フリーマン (Chico Freeman)
- ヴァンディ・ハリス (Vandy Harris)
- フレッド・ホプキンス (Fred Hopkins)
- エド・ハウス (Ed House)
- ジョセフ・ジャーマン (Joseph Jarman)
- リロイ・ジェンキンス (Leroy Jenkins)
- ジョージ・ルイス (George E. Lewis)
- マイア/ソーニャ・ハバート・ハーパー (Maia/Sonjia Hubert Harper)
- スティーヴ・マッコール (Steve McCall)
- カラパルーシャ・モーリス・マッキンタイア (Kalaparusha Maurice McIntyre)
- ニコール・ミッチェル (Nicole Mitchell)
- ロスコー・ミッチェル (Roscoe Mitchell)
- ダッサン・モズレー (Dushun Mosley)
- ドン・モイエ (Don Moye)
- アミナ・クローディン・マイアーズ (Amina Claudine Myers)
- レジー・ニコルソン (Reggie Nicholson)
- シャンタ・ヌルラー (Shanta Nurullah)
- ジェフ・パーカー (Jeff Parker)
- ユニウス・ポール (Junius Paul)
- エイヴリーアイル・ラー (Avreeayl Ra)
- マイク・リード (Mike Reed)
- トメカ・リード (Tomeka Reid)
- マタナ・ロバーツ (Matana Roberts)
- ラスル・シディック (Rasul Siddik)
- ワダダ・レオ・スミス (Wadada Leo Smith)
- ヘンリー・スレッギル (Henry Threadgill)
- アン・E・ウォード (Ann E. Ward)
- リタ・ウォーフォード (Rita Warford)
- エドワード・ウィルカーソン (Edward Wilkerson)
- ターリブ＝ディーン・ジヤド (Taalib-Din Ziyad)
- サーリク・アーマッド・ジヤド (Saalik Ahmad Ziyad)